# Хайнес, Эдмунд
Эдмунд Хайнес (нем. Edmund Heines, 21 июля 1897, Мюнхен — 30 июня 1934, Мюнхен, тюрьма Штадельхайм) — немецкий политик, один из высших руководителей СА, обергруппенфюрер СА (1933).

## Биография
Родился как внебрачный сын служанки Хелены Марты Хайнес. В 1915 году, после окончания гимназии и реальной гимназии, добровольно вступил в Баварскую армию. В Первую мировую войну служил на Западном фронте в полевой артиллерии. Осенью 1915 года получил тяжёлое ранение в голову. В 1918 году произведён в лейтенанты резерва.
После войны вступил в добровольческий корпус Росбаха. В 1919 году участвовал в боях в Прибалтике и затем в марте 1920 года — в Капповском путче. Герхард Росбах назначил его управляющим своего клуба Тиргартен. Во время путча этот клуб служил штаб-квартирой группы Росбаха. После провала члены фрайкора бежали в Мекленбург и Померанию. Хайнесу был поручен контроль за товарищами, которые нашли прибежище в трёх поместьях в Померании. В июле 1920 года он был соучастником расправы над Вилли Шмидтом, двадцатилетним батраком, который хотел выдать полиции схроны оружия членов фрайкора.
Хайнес бежал в Мюнхен и в 1922 году стал руководителем местной группы фрайкора Росбаха. В декабре 1922 года группа в полном составе перешла в штурмовые отряды СА. Хайнес получил командование вторым батальоном Мюнхенского полка СА и вступил в НСДАП (членский билет № 78). В 1924 году за участие в попытке гитлеровского путча приговорён к 15 месяцам заключения. Содержался вместе с Гитлером в Ландсберге, досрочно освобождён в сентябре 1924 года. В это время НСДАП и СА были запрещены. Хайнес стал командиром второго батальона Мюнхенского полка «Фронтбана», временно заменившего СА.
В 1925 году после снятия запрета с НСДАП Хайнес снова вступил в партию и в СА. В 1926 году он получил звание штандартенфюрера и руководил молодёжной организацией НСДАП. 31 мая 1927 года исключён из партии и СА как зачинщик бунта Мюнхенской СА. С его точки зрения, НСДАП была слишком умеренной и бюрократичной.
В 1927 году в результате попытки шантажа убийство Вилли Шмидта получило огласку. В 1928 году состоялся процесс, на котором Хайнес был приговорён за участие в убийстве по приговору тайного судилища к 15 годам лишения свободы. Однако в силу следственной ошибки в 1929 году состоялся повторный процесс. На этот раз Хайнес был приговорён к пяти годам лишения свободы. 14 мая 1929 года освобождён под залог в размере 5000 рейхсмарок.
Выйдя на свободу, Хайнес выступал на различных мероприятиях, организованных в защиту самосуда. Мюнхенский университет поначалу отказывался зачислить его студентом юридического факультета. В 1929 году снова вступив в НСДАП и в СА, Хайнес стал командиром земельного штандарта СА Мюнхен. В 1930 году он был ортсгруппенляйтером НСДАП в Мюнхене-Хайдхаузене и адъютантом гауляйтера Адольфа Вагнера. В сентябре 1930 года избран депутатом рейхстага.
Некоторое время он был заместителем гауляйтера Верхнего Пфальца, референтом по вопросам печати при Верховном командовании СА. В мае 1931 года назначен заместителем Эрнста Рёма, а 31 июля 1931 года стал командиром группы СА в Силезии.
26 марта 1933 года Хайнес получил назначение на пост полицей-президента Бреслау. В этом качестве отвечал за создание концентрационного лагеря Бреслау-Дюрргой, в котором содержались многие известные социал-демократы, коммунисты, профсоюзные деятели, адвокаты и журналисты.
Весной 1933 года назначен заместителем гауляйтера Силезии. 11 июля 1933 года получил почётное звание прусского государственного советника. Рём произвёл его в обергруппенфюреры и назначил командиром обергруппы СА VIII (Силезия).
30 июня 1934 года в ходе акции «Ночь длинных ножей» Хайнес был арестован. В момент ареста он находился в пансионе Ханзельбауэр на баварском курорте Бад-Висзе, куда приехал на собрание руководства СА. Ранним утром Гитлер и Геббельс обнаружили Хайнеса в одной постели с его личным шофёром. Позднее это обстоятельство приводилось в качестве пропагандистского оправдания акции в доказательство того, что она имела целью устранение «болезненных элементов» и «извращенцев».
Арестованных доставили в мюнхенскую тюрьму Штадельхайм. По распоряжению Гитлера Хайнес был расстрелян в тот же день с пятью другими товарищами.